# Константин Василіу-Решкану
Константин Василіу-Решкану (рум. Constantin Rascanu; *1887 — †1980) — румунський військовий діяч, генерал-лейтенант.

## Біографія
Учасник Першої світової війни. У міжвоєнний період займав командні пости в румунській армії.
На початку Другої світової війни очолював військову поліцію. У 1941 начальник департаменту військових поповнень. У 1941-1942 директор департаменту піхоти. У 1942 командував 1-ю змішаною гірською бригадою, в 1942-1943 — 1-ю гірськострілецькою дивізією.
Монархіст, виступав з критикою політики Іона Антонеску. У 1943 відсторонений від командування і зарахований в резерв. У 1944 призначений командувачем 5-м територіальним округом. У 1945-1946 обіймав посаду військового міністра. Після падіння монархії в 1948 звільнений у відставку.

## Нагороди
- Орден Суворова 1-го ступеня.